# Harriet Chalmers Adams
Harriet Chalmers Adams (22 de octubre de 1875 - 17 de julio de 1937) fue una exploradora, escritora y fotógrafa estadounidense. Viajó en numerosas ocasiones a través de América del Sur, Asia y Oceanía a principios del siglo XX desde donde envió crónicas de sus viajes para la revista de la National Geographic Society. En sus conferencias siempre utilizaba ilustraciones de sus viajes en fotografías coloreadas y películas.

## Vida y viajes

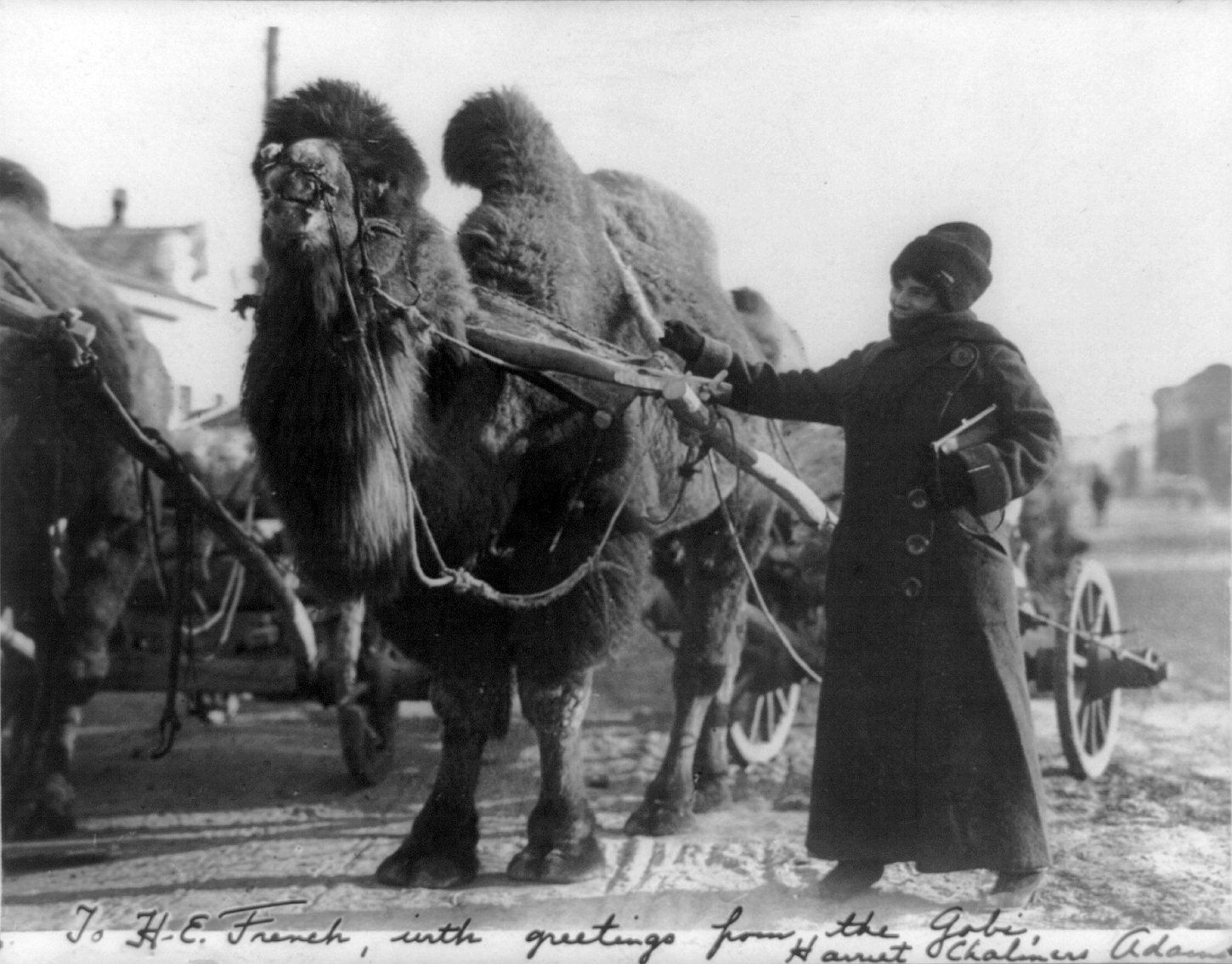
Harriet en el desierto de Gobi.

Nació en Stockton, California, del matrimonio de Alexander Chalmers y Frances Wilkens. El 5 de octubre de 1899 se casó con Franklin Pierce Adams.
En 1904 Adams se embarcó en su primera expedición en un viaje de tres años a través de América del Sur con su esposo, tiempo en el cual estuvieron en todos y cada uno de los países de dicho territorio y atravesaron los Andes a caballo. 
En uno de sus últimos viajes, hizo el mismo recorrido de Cristóbal Colón en su camino de descubrir América, y lo finalizó con un viaje a caballo a través de Haití.
Adams fue corresponsal para la revista Harper en Europa durante la Primera Guerra Mundial y fue la única mujer a la cual se le permitió visitar las trincheras francesas. Con su esposo, realizó una segunda y extensa visita al este de Bolivia.
Entre 1907 y 1935 escribió 21 artículos para la National Geographic Society ilustrados con sus fotografías, entre los cuales se cuentan "Algunas vistas maravillosas en los Andes" (septiembre de 1908), "Calidoscopio La Paz: ciudad de nubes" (febrero de 1909) y "Paraguay rodeada de ríos" (abril de 1933). Escribió acerca de Isla Trinidad, Surinam, Bolivia, Perú y el tren trasandino entre las ciudades de Buenos Aires y Valparaíso.
En 1925 Adams ayudó a crear la Sociedad de Mujeres Geógrafas con Gertrude Emerson Sen, Marguerite Harrison, Blair Niles y Gertrude Mathews Shelby, estas últimas las fundadoras, mientras Adams llegó a ser la primera presidenta en diciembre de 1925. Hasta 1981 el célebre Club de Exploradores no admitiría mujeres entre sus miembros.
Se estima que Adams viajó más de 100 mil kilómetros y cautivó una gran audiencia en su tiempo, mientras fue llamada por el New York Times como una de las grandes exploradoras de la historia de los Estados Unidos.
Murió en Niza el 17 de julio de 1937 a la edad de 61 años. En un obituario del Washington Post fue llamada "una confiada cazadora de salvajes que nunca se cansó de recorrer los más remotos rincones del mundo". Sus restos reposan en la Capilla de las Chimeneas en Oakland (California).
Como mujer aventurera, escribió:

Me pregunto porqué los hombres han monopolizado en absoluto el campo de la exploración. ¿Por qué las mujeres nunca fueron al Ártico, trataron de ir de polo a polo o invadir África, el Tíbet o las tierras salvajes desconocidas? Nunca he encontrado mi género un impedimento; nunca he enfrentado una dificultad en la cual una mujer, como un hombre, no estuviera en la capacidad de superar; nunca sentí temor al peligro; nunca me faltó el coraje para protegerme a mí misma. He estado en lugares estrechos y he visto cosas difíciles.